# Митгуч, Анна
Анна Митгуч (нем. Waltraud Anna Mitgutsch,  2 октября 1948, Линц) – австрийская писательница, литературный критик, переводчик.

## Биография
Изучала германистику и англистику в Зальцбургском университете, в 1974  защитила в нем диссертацию о поэзии Теда Хьюза. В 1974-1985 преподавала в университетах Австрии, Южной Кореи и США, выпустила несколько книг по англистике, переводила лирику Филипа Ларкина и др. С 1985 занимается исключительно литературой. Перешла в иудаизм. Живет в Линце и Бостоне.

## Книги
- Zur Lyrik von Ted Hughes, Salzburg 1974
- The image of the female in D.H. Lawrence's poetry, Salzburg 1981
- Наказание/ Die Züchtigung, Roman, Düsseldorf 1985 (англ. пер. 1987, исп. пер. 1988, швед. пер. 1990, итал. пер. 1994, яп. пер. 2000)
- Другое лицо/ Das andere Gesicht, Roman, Düsseldorf 1986 (в карманном изд.: München 1988; голл. пер. 1988)
- Ausgrenzung, Roman, Frankfurt am Main 1989 (голл. пер. 1989, англ. пер. 1991, исп. и швед. пер. 1992)
- В чужих городах/ In fremden Städten, Roman, Hamburg 1992 (голл. пер. 1992, англ. пер. 1995, итал. пер. 1996)
- Прощание с Иерусалимом/ Abschied von Jerusalem, Roman, Berlin 1995 (голл. пер. 1995, англ. пер. 1997, итал. пер. 2008)
- Erinnern und erfinden, Essays, Graz 1999
- Дом детства/ Haus der Kindheit, Roman, München 2000 (англ пер. 2006, итал. пер. 2009)
- Familienfest, Roman, München 2003
- Две жизни и один день/ Zwei Leben und ein Tag, Roman, München 2007
- Wenn du wiederkommst, Roman, München 2010
- Die Welt, die Rätsel bleibt. Essays. München, Luchterhand Verlag 2013
- Die Grenzen der Sprache. An den Rändern des Schweigens. Essays. St. Pölten, Residenz Verlag 2013

## Признание
- 1985: премия братьев Гримм города Ханау за дебютный роман
- 1986: премия Верхней Австрии по культуре
- 1992: премия Антона Вильдганса[нем.]
- 2001: Литературная премия Золотурна
- 2001: Государственная премия Австрии по литературе
- 2002: премия г. Линц по искусству
- 2007: премия Генриха Гляйснера